# Jack Conway
Pour les articles homonymes, voir Conway.
Jack Conway (parfois crédité John Conway) (né le 17 juillet 1887 à Graceville, dans le Minnesota et mort le 11 octobre 1952, dans le quartier de Pacific Palisades, à Los Angeles, en Californie) est un réalisateur, acteur et producteur américain.

## Biographie
En 1917, Jack Conway travaille pour la Triangle Film Corporation compagnie dans laquelle il fut l'un des principaux réalisateurs.

## Galerie

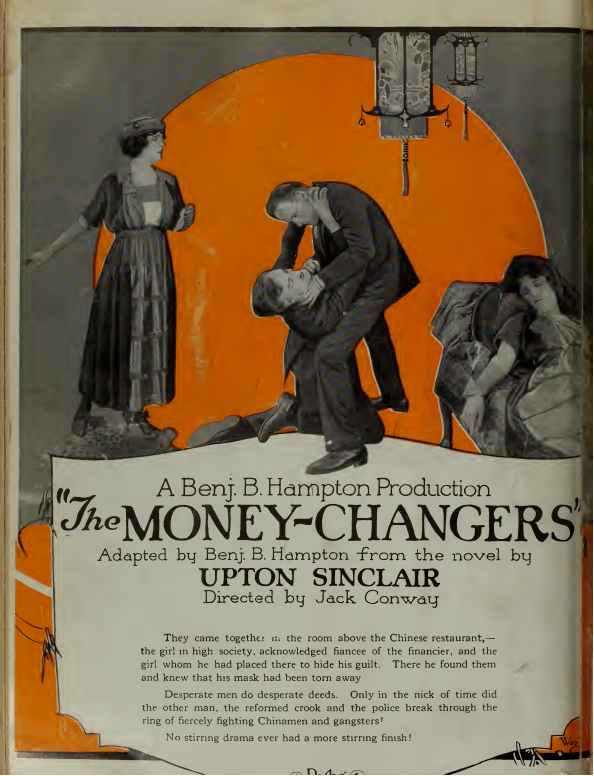
The Money-Changers, 1920. D'après un roman d'Upton Sinclair
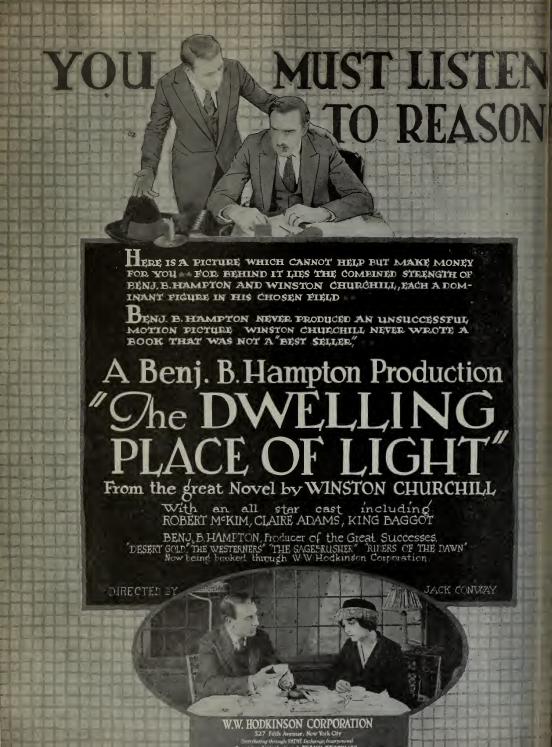
The Dwelling Place of Light, 1920. Avec Claire Adams, King Baggot et Robert McKim
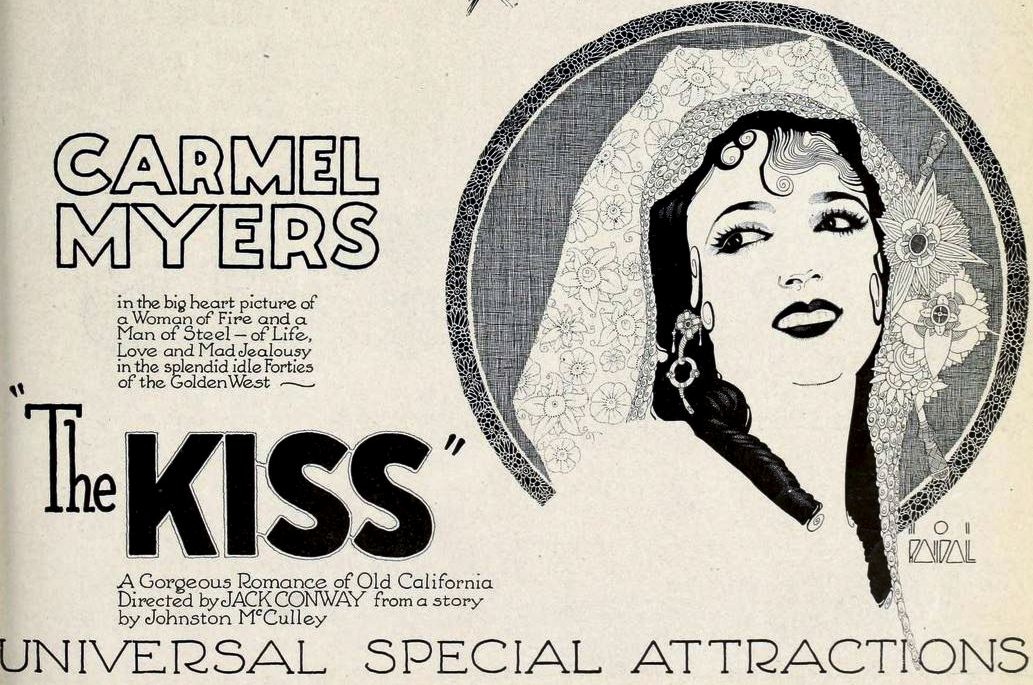
The Kiss, 1921. Avec Carmel Myers

## Filmographie

### Comme réalisateur

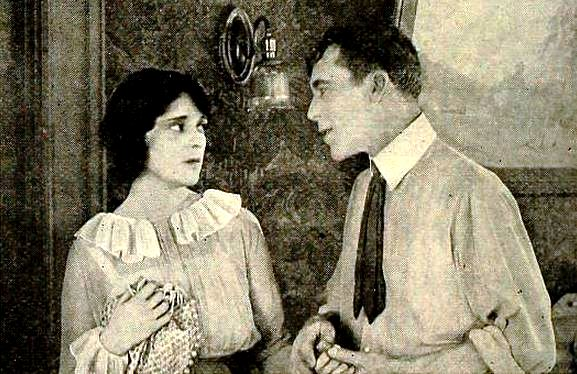
Alma Rubens et Jack Conway dans Restless Souls (1919)

#### Années 1910
- 1912 : Her Indian Hero, coréalisé avec Al Christie et Milton J. Fahrney
- 1912 : His Only Son (en)
- 1912 : House of Pride
- 1912 : In the Long Run
- 1913 : The Old Armchair
- 1913 : When Sherman Marched to the Sea
- 1913 : An Indian's Honor
- 1913 : The Long Portage
- 1914 : The Wrong Prescription
- 1915 : The Way of a Mother
- 1915 : The Penitentes
- 1916 : Judgment of the Guilty
- 1916 : Bitter Sweet
- 1916 : The Silent Battle
- 1916 : The Beckoning Trail
- 1916 : The Social Buccaneer
- 1916 : The Torment
- 1916 : The Doctor's Decision
- 1916 : The Measure of a Man (en)
- 1916 : The Mainspring
- 1917 : Her Soul's Inspiration (en)
- 1917 : La Petite Réfugiée (The Little Orphan)
- 1917 : Polly Redhead
- 1917 : A Jewel in Pawn
- 1917 : The Smashing Stroke
- 1917 : Come Through
- 1917 : The Charmer
- 1917 : Bond of Fear
- 1917 : Because of a Woman
- 1918 : Little Red Decides
- 1918 : Her Decision
- 1918 : You Can't Believe Everything
- 1918 : Desert Law
- 1918 : A Diplomatic Mission
- 1919 : Lombardi, Ltd.

#### Années 1920
- 1920 : Le Veau d'or (The Money Changers)
- 1920 : Riders of the Dawn (en)
- 1920 : The Dwelling Place of Light
- 1920 : The U.P. Trail
- 1921 : The Spenders
- 1921 : The Lure of the Orient
- 1921 : Le Carnet rouge (The Killer)
- 1921 : The Servant in the House
- 1921 : The Kiss
- 1921 : The Rage of Paris
- 1921 : Millionnaire malgré lui (en) (The Millionaire)
- 1921 : A Daughter of the Law
- 1922 : L'Étrange complot (Across the Deadline)
- 1922 : Step on It!
- 1922 : Don't Shoot
- 1922 : The Long Chance
- 1922 : Another Man's Shoes
- 1923 : Quicksands
- 1923 : The Prisoner
- 1923 : Trimmed in Scarlet
- 1923 : What Wives Want
- 1923 : L'Enfant de la balle (en) (Sawdust)
- 1923 : Lucretia Lombard
- 1924 : The Trouble Shooter
- 1924 : The Heart Buster
- 1924 : Le Ravageur (The Roughneck)
- 1925 : L'Appât de l'or (The Hunted Woman)
- 1925 : The Only Thing
- 1925 : La Carte forcée (Soul Mates)
- 1926 : Tom, champion du stade (Brown of Harvard)
- 1927 : Le Dernier Refuge (The Understanding Heart)
- 1927 : Le Bateau ivre (Twelve Miles Out)
- 1928 : The Smart Set
- 1928 : Bringing Up Father
- 1928 : Dans la ville endormie (While the City Sleeps)
- 1928 : Jimmy le mystérieux (Alias Jimmy Valentine)
- 1929 : Jeunes filles modernes (Our Modern Maidens)
- 1929 : Indomptée (Untamed)

#### Années 1930
- 1930 : They Learned About Women
- 1930 : Le Club des trois (The Unholy Three)
- 1930 : New Moon
- 1931 : Quand on est belle (The Easiest Way)
- 1931 : C'est mon gigolo (Just a Gigolo)
- 1932 : Arsène Lupin
- 1932 : But the Flesh Is Weak
- 1932 : La Femme aux cheveux rouges (Red-Headed Woman)
- 1933 : Conflits (Hell Below)
- 1933 : The Nuisance (en)
- 1933 : The Solitaire Man
- 1934 : Viva Villa !
- 1934 : Tarzan et sa compagne (Tarzan and His Mate) (coréalisé avec Cedric Gibbons)
- 1934 : La Belle du Missouri (The Girl from Missouri)
- 1934 : La Joyeuse Fiancée (The Gay Bride)
- 1935 : One New York Night
- 1935 : Le Marquis de Saint-Évremont (A Tale of Two Cities) (la séquence de la prise de la Bastille est réalisée par Jacques Tourneur)
- 1936 : Une fine mouche (Libeled Lady)
- 1937 : Saratoga
- 1938 : Vive les étudiants (A Yank at Oxford)
- 1938 : Un envoyé très spécial (Too Hot to Handle)
- 1939 : Let Freedom Ring (en)
- 1939 : La Dame des tropiques (Lady of the Tropics)

#### Années 1940
- 1940 : La Fièvre du pétrole (Boom Town)
- 1941 : Folie Douce (Love Crazy)
- 1941 : Franc Jeu (Honky Tonk)
- 1942 : Carrefours (Crossroads)
- 1943 : Un commando en Bretagne (Assignment in Brittany)
- 1944 : Les Fils du dragon (Dragon Seed) (coréalisé avec Harold S. Bucquet)
- 1947 : L'Île enchantée (High Barbaree)
- 1947 : Marchands d'illusions (The Hucksters)
- 1947 : La Femme de l'autre (Desire Me) (non crédité)
- 1948 : La Belle imprudente (Julia Misbehaves)

### Comme acteur

#### Années 1910
- 1909 : The Old Soldier's Story
- 1910 : The Indian Scout's Vengeance
- 1910 : Her Indian Mother
- 1911 : The Sheriff of Tuolomne
- 1911 : The Totem Mark : An Ojibway Warrior
- 1911 : Kit Carson's Wooing
- 1911 : The Voyager: A Tale of Old Canada
- 1911 : Arizona Bill : Arizona Bill
- 1911 : John Oakhurst, Gambler
- 1911 : Coals of Fire (it) d'Hobart Bosworth : Noel Clayton
- 1911 : A Painter's Idyl
- 1911 : The Chief's Daughter
- 1911 : George Warrington's Escape : Compte de Florac
- 1912 : The Empty Water Keg : The Cowboy
- 1912 : The Battle of the Red Men
- 1912 : The Fighting Chance
- 1912 : A Pair of Jacks
- 1912 : Across the Sierras (it) d'Al Christie
- 1912 : Two Men and the Law
- 1912 : Her Indian Hero
- 1912 : The Love Trail
- 1912 : The Little Nugget
- 1912 : The Post Telegrapher
- 1912 : The Everlasting Judy
- 1912 : The Thespian Bandit
- 1912 : The Counting of Time
- 1912 : The Sheriff's Round-Up
- 1912 : The Scalawag
- 1912 : The Mountain Daisy
- 1912 : The Squatter's Child
- 1912 : The Land of Might : John Anderson
- 1912 : Hard Luck Bill : Jim
- 1912 : A Gentleman of Fortune
- 1912 : The Bugler of Battery B
- 1912 : The Undoing of Slim Bill : Slim Bill
- 1912 : The Soldier Brothers of Susanna
- 1912 : The Obligation : Jack
- 1912 : How Steve Made Good
- 1912 : The Alibi : John Wilton
- 1912 : Uncle Bill : Joe, Bill's Nephew
- 1912 : Sundered Ties
- 1912 : The Boomerang : Jack, John Curtis's Son
- 1912 : His Only Son (en)
- 1912 : Mary of the Mines
- 1912 : The Civilian
- 1913 : The Old Armchair
- 1913 : The Mosaic Law
- 1913 : When Lincoln Paid
- 1913 : The Telltale Hatband
- 1913 : The Twelfth Juror : Clarence Morton
- 1913 : Will o' the Wisp
- 1913 : A Child of War
- 1913 : Brought to Bay : Steve
- 1913 : When Sherman Marched to the Sea
- 1913 : Birds of Prey
- 1913 : Soldiers Three : Frank
- 1913 : The Madcap de Burton L. King
- 1913 : The Struggle
- 1913 : Good-for-Nothing Jack
- 1913 : The Trail of the Lonesome Mine
- 1913 : Patsy's Luck : Patsy
- 1913 : In the End
- 1913 : The Claim Jumper de Burton L. King : Doyle, the Claim Jumper
- 1913 : The Long Portage
- 1914 : How the Kid Went Over the Range
- 1914 : The Chechako : Smoke Bellew
- 1914 : The Mistress of the Air
- 1914 : The Valley of the Moon : Billy Roberts
- 1914 : The Sheriff's Choice
- 1914 : Burning Daylight: The Adventures of 'Burning Daylight' in Alaska : Joe Hines
- 1914 : The Wireless Voice : Warren, Mary's Father
- 1914 : The Revenue Officer's Deputy
- 1914 : The Wrong Prescription
- 1914 : The Old Maid
- 1914 : In Fear of His Past
- 1915 : What Might Have Been
- 1915 : The Outcast
- 1915 : Captain Macklin : Capt. Royal Macklin
- 1915 : Added Fuel
- 1915 : The Man of It
- 1915 : Big Jim's Heart
- 1916 : Bitter Sweet
- 1916 : Macbeth : Lennox
- 1917 : The Little Orphan : David Clark
- 1917 : The Smashing Stroke
- 1919 : Restless Souls (en) de William C. Dowlan : Hugh Gregory
- 1919 : A Royal Democrat : Lord Erstmere

#### Années 1920
- 1921 : The Lure of the Orient
- 1921 : Le Carnet rouge (The Killer) de Jack Conway et Howard Hickman : William Sanborn

#### Années 1930
- 1935 : Roof Tops of Manhattan

### Comme producteur
- 1929 : Jeunes filles modernes (Our Modern Maidens)
- 1931 : C'est mon gigolo (Just a Gigolo)
- 1933 : Hell Below
- 1934 : The Girl from Missouri